# Heinz Brandt
Heinz Brandt (Charlottenburg, 11 maart 1907 – Rastenburg, 21 juli 1944) was een Duits beroepsofficier.
In zijn jongere jaren stond hij bekend als ruiter die gespecialiseerd was in springen. Brandt won tijdens de Olympische Spelen van 1936 met zijn ploeg in de landenwedstrijd de gouden medaille. 
Tijdens de Tweede Wereldoorlog was Brandt actief als stafofficier bij het Oberkommando der Wehrmacht. In die hoedanigheid verkeerde hij vaak in de omgeving van Hitler. Sinds 1943 was hij kolonel.  

## Aanslagen op Hitler
Tot tweemaal toe was Heinz Brandt onvrijwillig betrokken in een aanslag op Hitler. Op 13 maart 1943 moest hij de Führer vergezellen in een vliegtuig op de terugkeer van een bezoek van de Legergroep Midden in Smolensk. Luitenant Fabian von Schlabrendorff, die deelnam aan de samenzwering tegen Hitler, vroeg hem een pakje mee te nemen dat bestemd was voor kolonel Helmuth Stieff. Schlabrendorff beweerde dat het pak flessen Cointreau bevatte. In werkelijkheid zat er een bom in, die tijdens de vlucht moest ontploffen. De bom explodeerde echter niet, het vliegtuig landde veilig, de aanslag bleef onopgemerkt en Brandt heeft nooit geweten wat hij vervoerde. 
Meer dan een jaar later was Brandt aanwezig op de vergadering in de Wolfsschanze op 20 juli 1944. Tijdens die vergadering stond Brandt dichtbij Hitler. Kolonel Claus von Stauffenberg plaatste aan zijn voeten onder de tafel een aktetas met een bom in. Brandt, die zich gehinderd voelde door de tas, zette hem wat verder, achter een zware houten plank die de tafel schraagde. Daardoor heeft hij wellicht Hitlers leven gered, want toen de bom enkele minuten later ontplofte, werd de kracht van de explosie in Hitlers richting afgeremd door de plank. 
Kolonel Brandt zelf verloor bij de explosie een been. Hij overleed de dag daarop aan zijn verwondingen. Hitler bevorderde hem postuum tot generaal-majoor. 

## Sportieve resultaten
- Olympische Zomerspelen 1936 in Berlijn 16e individueel springen met Alchimist
- Olympische Zomerspelen 1936 in Berlijn  landenwedstrijd springen met Alchimist

1912: Lewenhaupt, Kilman, von Rosen ·
1920: König, von Rosen, Norling ·
1924: Thelning, Ståhle, Lundström ·
1928: Navarro, Álvarez, García ·
1936: Hasse, von Barnekow, Brandt ·
1948: Mariles, Uriza, Valdés ·
1952: White, Stewart, Llewellyn ·
1956: Winkler, Thiedemann, Lütke-Westhues ·
1960: Winkler, Thiedemann, Schockemöhle ·
1964: Schridde, Jarasinski, Winkler ·
1968: Day, Gayford, Elder ·
1972: Ligges, Wiltfang, Steenken, Winkler ·
1976: Parot, Rozier, Roguet, Roche ·
1980: Tsjoekanov, Poganovsky, Asmaje, Korolkov ·
1984: Fargis, Homfeld, Burr Howard, Smith ·
1988: Beerbaum, Brinkmann, Hafemeister, Sloothaak ·
1992: Raijmakers, Romp, Tops, Lansink ·
1996: Sloothaak, Nieberg, Kirchhoff, Beerbaum ·
2000: Beerbaum, Nieberg, Ehning, Becker ·
2004: Wylde, Ward, Madden, Kappler ·
2008: Ward, Kraut, Simpson, Madden ·
2012: Skelton, Maher, Brash, Charles ·
2016: Rozier, Staut, Bost, Leprévost ·
2020: von Eckermann, Baryard-Johnsson, Fredricson ·
2024: Maher, Charles, Brash
- Bibliothèque nationale de France: cb158796982 (data)
- Gemeinsame Normdatei: 1034698931
- Virtual International Authority File: 302592311
- WorldCat: E39PBJmXF3RcvrCWQryh7vfg8C